# Jadwiga Gawrońska

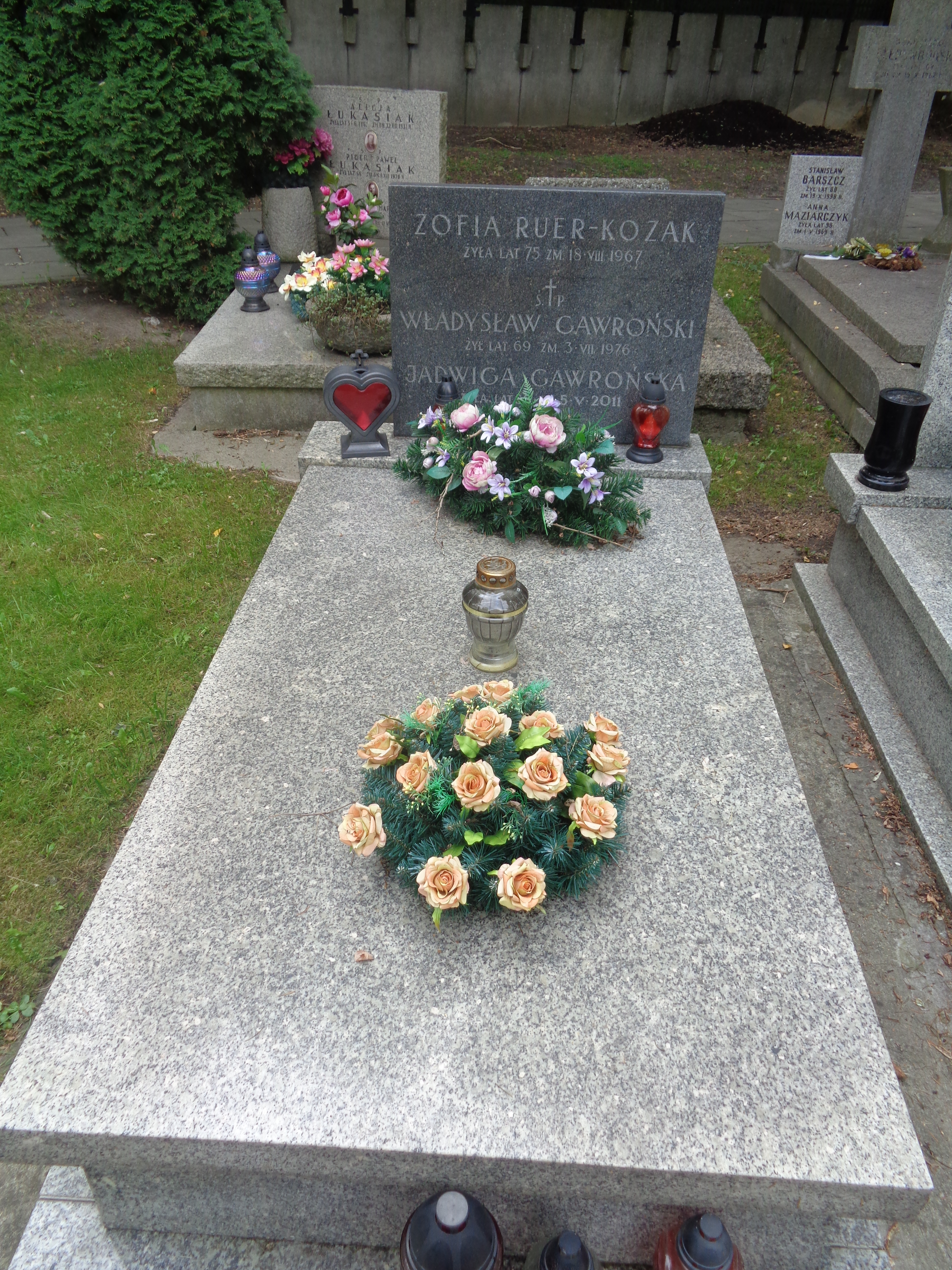
Grób Jadwigi Gawrońskiej na cmentarzu wojskowym na Powązkach

Jadwiga Gawrońska (ur. 1923, zm. 5 maja 2011 w Warszawie) – polska działaczka kombatancka i społeczności żydowskiej.
Wieloletnia przewodnicząca oddziału warszawskiego i członek Zarządu Głównego Stowarzyszenia Żydów Kombatantów i Poszkodowanych w II Wojnie Światowej, wieloletnia działaczka oddziału warszawskiego Towarzystwa Społeczno-Kulturalnego Żydów w Polsce.
Pochowana 11 maja na Cmentarzu Wojskowym na Powązkach w kwaterze K-19-16.

## Odznaczenia
- 2003: Krzyż Oficerski Orderu Odrodzenia Polski[4]
- Złoty Krzyż Zasługi
- Krzyż Weterana Walki o Niepodległość
- 2010: Medal 60-lecia TSKŻ[2]